# Thillois
Thillois és un municipi francès, situat al departament del Marne i a la regió del Gran Est. L'any 2007 tenia 293 habitants.

## Demografia

### Població
El 2007 la població de fet de Thillois era de 293 persones. Hi havia 85 famílies, de les quals 17 eren unipersonals (10 homes vivint sols i 7 dones vivint soles), 29 parelles sense fills, 36 parelles amb fills i 3 famílies monoparentals amb fills.
La població ha evolucionat segons el següent gràfic:
Habitants censats

### Habitatges
El 2007 hi havia 98 habitatges, 87 eren l'habitatge principal de la família, 3 eren segones residències i 8 estaven desocupats. 91 eren cases i 6 eren apartaments. Dels 87 habitatges principals, 69 estaven ocupats pels seus propietaris, 16 estaven llogats i ocupats pels llogaters i 2 estaven cedits a títol gratuït; 2 tenien una cambra, 2 en tenien tres, 8 en tenien quatre i 74 en tenien cinc o més. 81 habitatges disposaven pel capbaix d'una plaça de pàrquing. A 29 habitatges hi havia un automòbil i a 57 n'hi havia dos o més.

### Piràmide de població
La piràmide de població per edats i sexe el 2009 era:
| Homes | Edats   | Dones |
| ----- | ------- | ----- |
| 0     | 95 o +  | 0     |
| 0     | 90 a 94 | 0     |
| 4     | 85 a 89 | 0     |
| 0     | 80 a 84 | 0     |
| 4     | 75 a 79 | 0     |
| 4     | 70 a 74 | 4     |
| 8     | 65 a 69 | 4     |
| 4     | 60 a 64 | 0     |
| 0     | 55 a 59 | 4     |
| 8     | 50 a 54 | 4     |
| 8     | 45 a 49 | 8     |
| 12    | 40 a 44 | 8     |
| 4     | 35 a 39 | 8     |
| 8     | 30 a 34 | 8     |
| 0     | 25 a 29 | 0     |
| 4     | 20 a 24 | 16    |
| 16    | 15 a 19 | 28    |
| 4     | 10 a 14 | 8     |
| 4     | 5 a 9   | 12    |
| 4     | 0 a 4   | 8     |

## Economia
El 2007 la població en edat de treballar era de 209 persones, 129 eren actives i 80 eren inactives. De les 129 persones actives 119 estaven ocupades (64 homes i 55 dones) i 11 estaven aturades (5 homes i 6 dones). De les 80 persones inactives 13 estaven jubilades, 63 estaven estudiant i 4 estaven classificades com a «altres inactius».

### Ingressos
El 2009 a Thillois hi havia 103 unitats fiscals que integraven 297,5 persones, la mediana anual d'ingressos fiscals per persona era de 27.253 €.

### Activitats econòmiques
Dels 38 establiments que hi havia el 2007, 2 eren d'empreses de fabricació d'altres productes industrials, 1 d'una empresa de construcció, 12 d'empreses de comerç i reparació d'automòbils, 1 d'una empresa de transport, 8 d'empreses d'hostatgeria i restauració, 1 d'una empresa d'informació i comunicació, 1 d'una empresa financera, 4 d'empreses immobiliàries, 2 d'empreses de serveis, 3 d'entitats de l'administració pública i 3 d'empreses classificades com a «altres activitats de serveis».
Dels 9 establiments de servei als particulars que hi havia el 2009, 1 era un establiment de lloguer de cotxes, 1 guixaire pintor, 1 fusteria i 6 restaurants.
Dels 2 establiments comercials que hi havia el 2009, 1 era una botiga de material de revestiment de parets i terra i 1 una joieria.
L'any 2000 a Thillois hi havia 9 explotacions agrícoles que ocupaven un total de 522 hectàrees.

## Poblacions més properes
El següent diagrama mostra les poblacions més properes.